# Сан-Пио-V-а-Вилла-Карпенья (титулярная диакония)
Титулярная диакония Сан-Пио-V-а-Вилла-Карпенья (лат. Diaconia Sancti Pii V ad locum vulgo “Villa Carpegna”) — титулярная церковь была создана Папой Павлом VI в 1973 году апостольской конституцией Siquidem peculiaria. Титулярная диакония принадлежит барочной церкви Сан-Пио-V-а-Вилла-Карпенья, расположенной в квартале Рима Аурелио, на ларго Пия V.

## Список кардиналов-дьяконов и кардиналов-священников титулярной диаконии Сан-Пио-V-а-Вилла-Карпенья
- Поль-Пьер Филипп, O.P., (5 марта 1973 — 2 февраля 1983), титул pro illa vice (2 февраля 1983 — 9 апреля 1984, до смерти);
- Луиджи Дадальо (25 мая 1985 — 22 августа 1990, до смерти);
- Хосе Томас Санчес (28 июня 1991 — 26 февраля 2002), титул pro illa vice (26 февраля 2002 — 9 марта 2012, до смерти);
- Джеймс Майкл Харви (24 ноября 2012 — 1 июля 2024), титул pro illa vice (1 июля 2024 — по настоящее время).